# جيري هيل
جيري هيل (15 أبريل 1913 في المملكة المتحدة - 31 يناير 2006 في المملكة المتحدة) (بالإنجليزية: Gerry Hill)‏ هو لاعب كريكت بريطاني. لعب مع نادي مقاطعة هامبشاير للكريكت ‏.